# المسيحية في ليبيريا

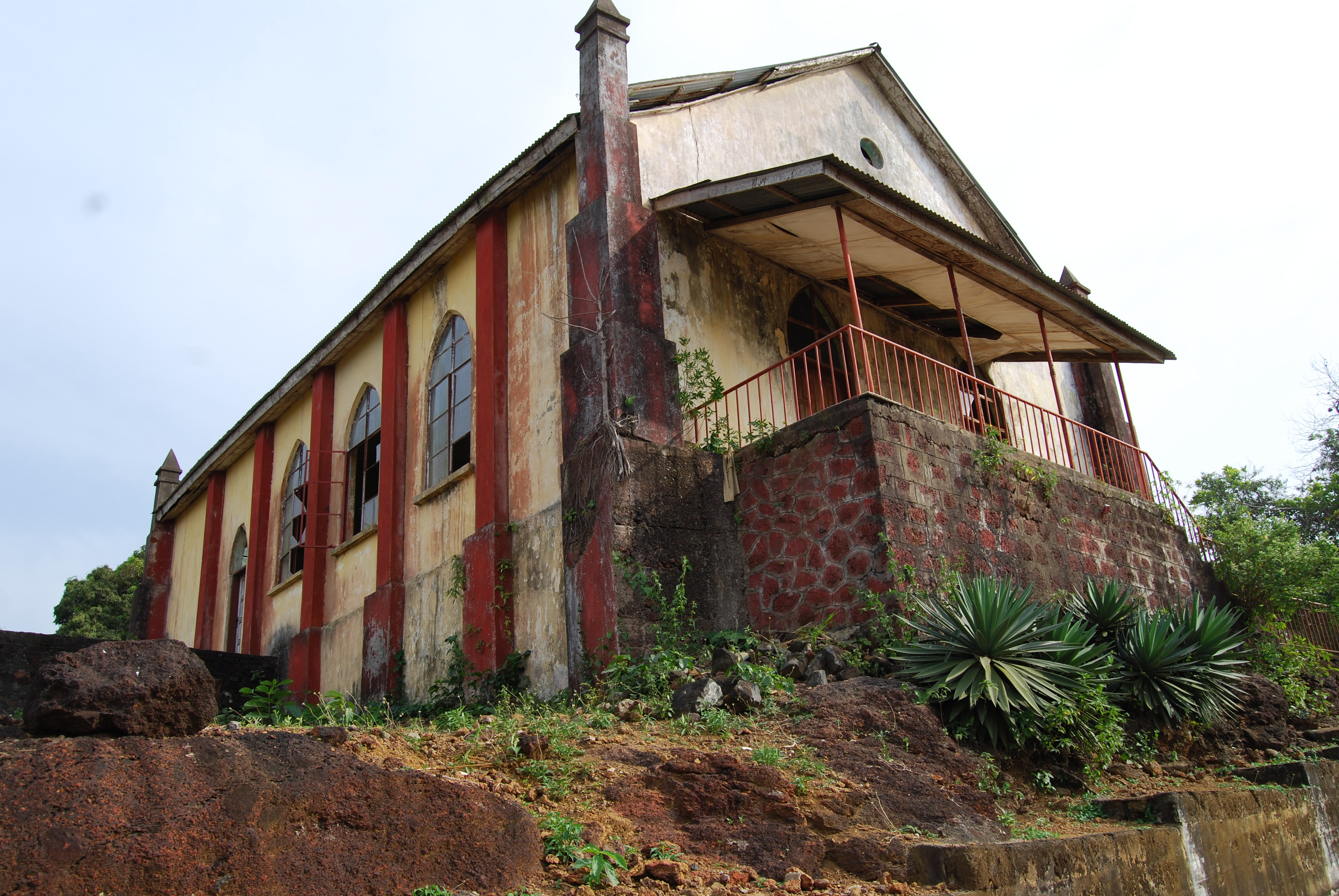
كنيسة في ليبيريا.

المسيحية في ليبيريا هي الديانة السائدة والمهيمنة، وفقًا للتعداد السكاني عام 2008، كان 85.5% من سكان ليبيريا من المسيحيين. وحلّ المسلمون في المرتبة الثانية حيث شكلّوا نسبة 12.2% من السكان، وتمارس الديانات الأفريقية التقليدية بنسبة 0.5% من السكان. تأتي الكنائس البروتستانتية في مقدمة الطوائف المسيحية، وتشمل الطوائف المسيحية الكنائس اللوثرية، والمعمدانية، والأسقفية، والمشيخية، والرومانية الكاثوليكية، والميثودية المتحدة والميثودية الأسقفية الأفريقية. وينتمي بعض السكان إلى الحركات الخمسينية والإنجيليّة. وهناك أيضًا أعضاء في كنيسة يسوع المسيح لقديسي الأيام الأخيرة والسبتيين. يعيش المسيحيون في جميع أنحاء البلاد.
هناك عدد كبير من الجماعات التبشيريّة الأجنبية تعمل علنًا وبحرية في البلاد. ينص الدستور على حرية الدين، وتحترم الحكومة بشكل عام هذا الحق. على الرغم من كثرة التفاعل بين الجماعات الدينية، لا تزال هناك بعض التوترات. وقد تحدث بعض الانتهاكات أو التمييز على أساس المعتقد.
يعود وجود معظم الطوائف المسيحية إلى المستوطنين الأميركيين الأفارقة والذين انتقلوا من الولايات المتحدة إلى ليبيريا عن طريق جمعية الاستعمار الأمريكية، في حين تتشكل الكنائس الخمسينية والإنجيلية من السكان المحليين. وكانت البروتستانتية مرتبطة في الأصل بالمستوطنين الأمريكيين السود وأحفادهم، في حين كانت الشعوب الأصلية تحتفظ بأشكالها الخاصة من الديانات الأفريقية التقليدية. وكان السكان الأصليون عرضة للحركات التبشيريَّة المسيحيَّة، فضلاً عن الجهود الأمريكية الليبرية لسد الفجوة الثقافية عن طريق التعليم. وأثبت هذا المشروع نجاحه، حيث تحول السكان الأصليين إلى المسيحية، وأصبح المسيحيين الغالبية في البلاد.

## تاريخ

### خلفية

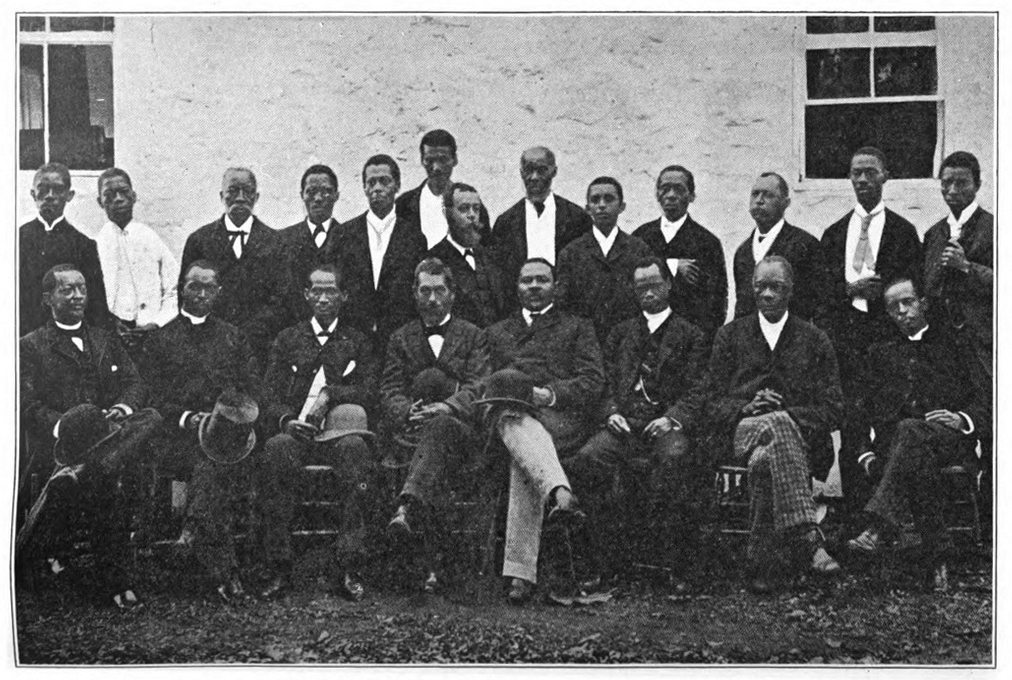
رجال دين من الكنيسة المشيخية في لبييريا، تعود الصورة إلى عام 1904.

في عام 1820، بدأت جمعية الاستعمار الأمريكية بإرسال متطوعين سود إلى ساحل الفلفل لإقامة مستعمرة لعبيد أمريكا المحررين. اعتقدت تلك الجمعية والتي هي منظمة خاصة مدعومة من قبل سياسيين أمريكيين بارزين مثل هنري كلاي وجيمس مونرو بأن العودة إلى الوطن كان الخيار الأفضل للعبيد المحررين. أنشأت منظمات مماثلة مستعمرات مماثلة في ميسيسيبي في أفريقيا وجمهورية ماريلاند والتي ضمتها ليبيريا لاحقًا. وقام المستوطنين الأميركيين الأفارقة المسيحية للبلاد، وتأسست الكنيسة الميثودية المتحدة في ليبيريا في عام 1821، وفي عام 1833 الكنيسة المشيخية بالعمل في البلاد. وأسست الكنيسة المشيخية مدرسة ألكسندر الثانوية في مونروفيا، ومن المعروف في ليبيريا أن عدداً كبيراً من قادة الاستقلال وبعد الاستقلال كانوا قائدين للكنيسة المشيخية أو تلقوا تعليمهم في مدرسة ألكسندر. وبتاريخ 26 يوليو 1847 أصدر المستوطنون إعلان الاستقلال وأصدروا الدستور الذي أنشأ جمهورية ليبيريا المستقلة. وفي عام 1850، أرسل المجلس الأمريكي للبعثات الأجنبية مبشرين من الكنيسة المشيخية، وكان من بينهم ج. لايتون ويلسون. ومن القبائل الأصلية الرئيسية التي جاء المتحولين للمسيحية أساساً منها هي قبيلة كرو وجريبو. وقد تم تأسيس البعثات الميثودية والمعمدانية والمشيخية والأسقفية في البلاد لسنوات عديدة مع نتائج ضئيلة في بداية القرن التاسع عشر.
بما أن عددًا من المستعمرين الأمريكيين من الأصول الأفريقية الأوائل كانوا من الكاثوليك ومن ولاية ماريلاند والولايات المجاورة، فقد جذبوا في النهاية انتباه مجمع التبشير الشعوب، وتعهد مجلس المحافظة الثاني في بالتيمور في عام 1833 بتلبية صعوبة إرسال المرسلين لخدمة المؤمنين المحليين. وفقاً للتدابير المتخذة، تطوع القس إدوارد بارون، النائب العام لفيلادلفيا، والقس جون كيلي من مدينة نيويورك، ودينيس بيندار معلم التعليم الديني من بالتيمور، في المهمة وأبحروا إلى أفريقيا من بالتيمور في 2 ديسمبر من عام 1841 وتم القداس الأول في كيب بالماس في 10 فبراير من عام 1842. بعد مرور الوقت، وجد إدوارد بارون أنه لم يستلم مبشرين كافيين لإنجاز أي شيء عملي، وبالتالي عاد إلى الولايات المتحدة، ومن ثم إلى روما. وعاد إدوارد بارون للبلاد بصحبة سبعة كهنة من جماعة الروح القدس إلى كيب بالماس في 30 نوفمبر من عام 1843. وتوفي خمسة من هؤلاء الكهنة بسبب الأمراض في 1 يناير من عام 1844. وبعد تلقي تعزيزات من فرنسا، فتحت مدرسة كاثوليكية للأولاد ووسعت العمليات إلى أماكن أخرى. وتعلّم الكاهن بورزيكس اللغات المحلية، وقام بترجمة التعليم المسيحي للكنيسة الكاثوليكية وعددًا من التراتيل. ولعب التفسير الحرفي للتوراة عند مسيحيين ليبيريا دوراً هامّاً في تثبيت ختان الذكور في هذا البلد.

### العصور الحديثة

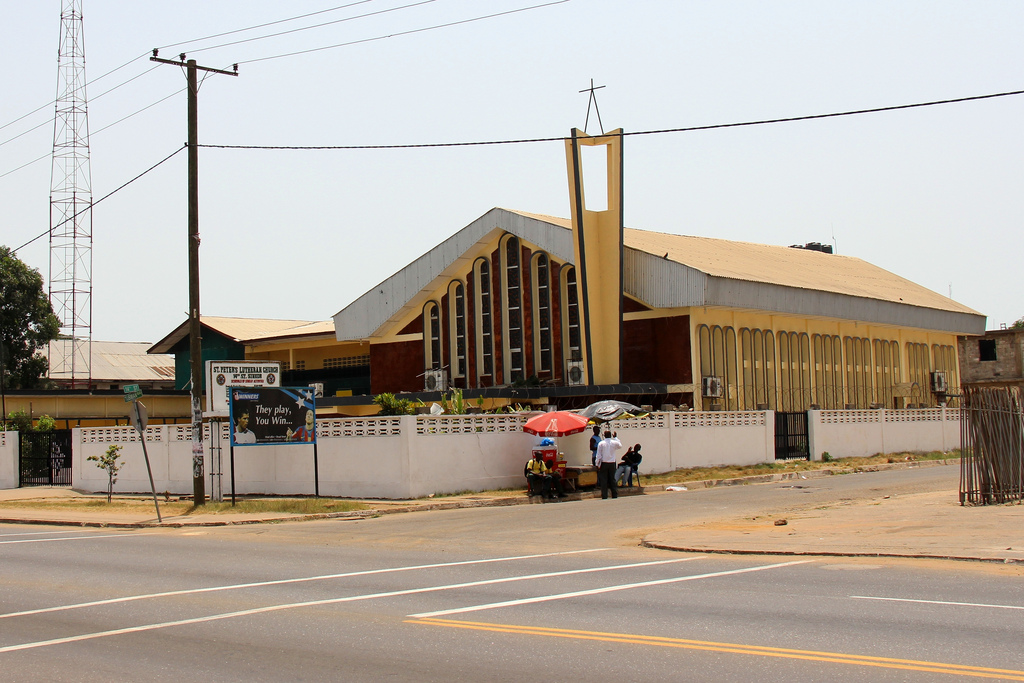
كنيسة لوثرية في ليبيريا.

أصبحت رئاسة الكنيسة المشيخية في ليبيريا مستقلة في عام 1928، وهذا هو أيضاً تاريخ تأسيس هذه الطائفة الرسمي. وفي عام 1944 بدأت الكنيسة مهمتها الخاصة في منطقة تودي. وفي عام 1980 أصبحت الكنيسة عبارة عن رعية مؤقتة لكنيسة كمبرلاند المشيخية. في ظل الحكم الديكتاتوري لكل من ويليام توبمان وصولا إلى صمويل دو، واصلت الكنيسة الكاثوليكية عملها في المجال التعليمي والإغاثي، وكذلك استخدام صوتها للتنديد بالإساءات والفساد في ظل الأنظمة الديكتاتورية المختلفة. وكان ينظر إلى الكنيسة الكاثوليكية على أنها أكثر جدارة بالثقة من الكنائس الأخرى لأن أسلوبها في التمويل والتسلسل الهرمي لم يتركها تحت رحمة الحكومة. وجاء تمويلها «في الغالب من الوكالات الألمانية العملاقة التي ستتوقف ببساطة عن المساهمة إذا لم يتم حساب المنح السابقة بدقة». وبسبب حقيقة أنه لم يشمل كبار المسؤولين الحكوميين، وبسبب السلطة الكاثوليكية الأسقفية حيث لم ينتخب الأساقفة لبضع سنوات، استفادت الكنيسة من حرية تعبير كبيرة، استخدمتها للتنديد بالحكومة عند الضرورة، منها إدانة رئيس الأساقفة مايكل كباكالا فرانسيس في أول خطاب له في عام 1977 لفساد الحكومة. كما استخدمت الكنيسة الكاثوليكية صوتها لإدانة اللجوء المنتظم للعنف لتحقيق أغراض سياسية في ليبيريا. على سبيل المثال، بعد انقلاب صمويل دو في عام 1980، سارع الأساقفة الكاثوليك في إصدار بيان حول «الوضع الليبيري»، مؤكدين على دور الكنيسة في الحياة السياسية للبلاد وذكّر الأساقفة الدولة بواجبها في حماية حقوق المواطنين وليس انتهاكها.
خلال الحرب الأهلية الليبيرية الأولى والثانية، تم استخدام العديد من الكنائس والمراكز الدينية كملاجئ. وكما كان الكهنة والرهبان هدفاً للعنف وقتل العديد منهم. وجددت الكنيسة الكاثوليكية في ليبيريا في مناسبات عديدة مناشدتها لإنشاء محكمة لجرائم الحرب «في محاولة لتعزيز نظام العدالة ضد الأفراد الذين يرتكبون الفظائع ضد الليبيريين»، حيث يجب أن تأتي المصالحة بالعدالة وفقاً للكنيسة. في الآونة الأخيرة، وكجزء من جهود الكنيسة «لاستكمال الجهود الحكومية والعالمية لخلق زيادة الوعي حول الوقاية من وباء فيروس نقص المناعة البشرية والإيدز»، جددت الأمانة العامة الكاثوليكية التابعة لأبرشية غبارنغا في ليبيريا التزامها ومثابرتها من خلال تنظيم «حملات التوعية والتوعية المكثفة لفيروس نقص المناعة والإيدز في مقاطعة بونغ». ويتوزع كاثوليك البلاد البالغ عددهم حوالي 166,000 على ثلاثة أبرشيات وأسقفية. وعلى الرغم من نص الدستور على حرية الدين، حيث تحترم الحكومة بشكل عام هذا الحق. وفي حين يفرض الدستور فصل الكنيسة عن الدولة، تعتبر ليبيريا دولة مسيحية من الناحية العملية. وتقوم المدارس العامة بتدريس الدراسات الكتابيَّة. ويحظر التجارة بموجب القانون يوم الأحد وخلال الأعياد المسيحية الرئيسية.

## ديموغرافيا
تعتبر المسيحية أكثر الأديان شيوعًا في ليبيريا، حيث أظهرت الدراسات الإستقصائية الأخيرة أن المسيحيين يشكلون ما بين 83% إلى 86% من السكان، وذلك تضاعفت نسبة المسيحيين بالمقارنة مع الدراسات الإستقصائية التي أجريت في عقد 1980. على النقيض من ذلك، انخفضت نسبة الإسلام من 14% إلى 15% في الثمانينيات من القرن العشرين لتصل 11% أو 12% في استطلاعات الرأي الأخيرة. شهدت أعداد الديانات الأفريقية التقليدية والأفراد غير المتدينين انخفاضاً أكبر. وفقاً لمركز بيو للأبحاث عام 2010 حوالي 76.3% من السكان من أتباع الكنائس البروتستانتية، وحوالي 7.2% من أتباع الكنيسة الرومانية الكاثوليكية، وحوالي 1.6% من أتباع الطوائف المسيحية الأخرى.

### تعداد السكان
| الإنتماء الديني              | تعداد 1984 | إحصائية الديموغرافيا والصحة 1986 | إحصائية الديموغرافيا والصحة 2007 | تعداد 2008 | إحصائية الديموغرافيا والصحة 2013 |
| ---------------------------- | ---------- | -------------------------------- | -------------------------------- | ---------- | -------------------------------- |
| مسيحية                       | 67.7%      | 54.2%                            | 83.3%                            | 85.5%      | 84.2%                            |
| إسلام                        | 14.4%      | 14.2%                            | 11.1%                            | 12.2%      | 11.8%                            |
| الديانات الأفريقية التقليدية | 18.1%      | 12.5%                            | 1.5%                             | 0.6%       | 0.9%                             |
| آخرون                        | 18.1%      | 12.5%                            | 0.8%                             | 0.2%       | 0.3%                             |
| لادينية                      | 18.1%      | 18.9%                            | 3.4%                             | 1.5%       | 2.8%                             |